# إدغاردو دوناتو
إدغاردو دوناتو (بالإسبانية: Edgardo Donato) هو ملحن أرجنتيني، ولد في 14 أبريل 1897 في بوينس آيرس في الأرجنتين، وتوفي بنفس المكان في 15 فبراير 1963.

## وصلات خارجية
- إدغاردو دوناتو على موقع IMDb (الإنجليزية)
- إدغاردو دوناتو على موقع ميوزك برينز (الإنجليزية)
- إدغاردو دوناتو على موقع ديسكوغز (الإنجليزية)